# Peršaja Liha 2009
La Peršaja Liha 2009 è stata la 19ª edizione della seconda serie del campionato bielorusso di calcio. La stagione è iniziata il 25 aprile 2009 ed è terminata l'8 novembre successivo.

## Stagione

### Novità
Al termine della passata stagione, è salito in massima serie il Minsk. È retrocesso in Druhaja liha il PMC Pastavy.
Dalla Vyšėjšaja Liha 2008 è retrocessa la Ljakamatyŭ Minsk. Dalla Druhaja liha è salito il DSK-Homel'.
Le seguenti squadre hanno cambiato denominazione:
- La Dinama-Belkard Hrodna è diventata Belkard Hrodna
- Lo Ljakamatyŭ Minsk è diventata SKVIČ Minsk

### Formula
Le quattordici squadre si affrontano due volte, per un totale di ventisei giornate.
La prima classificata viene promossa in Vyšėjšaja Liha 2010. L'ultima, invece, retrocede in Druhaja liha.

## Classifica finale
|  | Pos. | Squadra            | Pt | G  | V  | N | P  | GF | GS | DR  |
|  | ---- | ------------------ | -- | -- | -- | - | -- | -- | -- | --- |
|  | 1.   | Belšyna            | 64 | 26 | 20 | 4 | 2  | 55 | 15 | +40 |
|  | 2.   | Chvalja Pinsk      | 51 | 26 | 16 | 3 | 7  | 52 | 31 | +21 |
|  | 3.   | DSK-Homel'         | 48 | 26 | 13 | 9 | 4  | 34 | 18 | +16 |
|  | 4.   | Veras Njasviž      | 43 | 26 | 12 | 7 | 7  | 33 | 26 | +7  |
|  | 5.   | SKVIČ Minsk        | 39 | 26 | 11 | 6 | 9  | 37 | 29 | +8  |
|  | 6.   | Baranavičy         | 38 | 26 | 10 | 8 | 8  | 39 | 33 | +6  |
|  | 7.   | Chimik Svetlahorsk | 36 | 26 | 9  | 9 | 8  | 33 | 28 | +5  |
|  | 8.   | Vedryč-97 Rėčyca   | 35 | 26 | 10 | 5 | 11 | 40 | 47 | -7  |
|  | 9.   | Belkard Hrodna     | 29 | 26 | 8  | 5 | 13 | 23 | 34 | -11 |
|  | 10.  | Kamunal'nik Slonim | 29 | 26 | 7  | 8 | 11 | 20 | 32 | -12 |
|  | 11.  | Lida               | 26 | 26 | 6  | 8 | 12 | 19 | 31 | -12 |
|  | 12.  | Polack             | 22 | 26 | 6  | 4 | 16 | 29 | 46 | -17 |
|  | 13.  | Slavija-Mazyr      | 20 | 26 | 4  | 8 | 14 | 21 | 40 | -19 |
|  | 14.  | Spartak Šchloŭ     | 20 | 26 | 4  | 8 | 14 | 21 | 46 | -25 |

Legenda:
      Promossa in Vyšėjšaja Liha 2010.
      Retrocessa nelle Druhaja Liha 2010
Note:
Tre punti a vittoria, uno a pareggio, zero a sconfitta.

## Spareggio salvezza
|         | Risultati |                | Luogo e data           |
| ------- | --------- | -------------- | ---------------------- |
| Belšyna | 2 - 1     | Spartak Šchloŭ | Minsk, 8 novembre 2009 |